# Matteo da Napoli
Matteo Capro, detto Matteo da Napoli (Napoli, ... – Amatrice, ...; fl. XV secolo), è stato uno scultore italiano del Quattrocento, attivo nel Regno di Napoli.

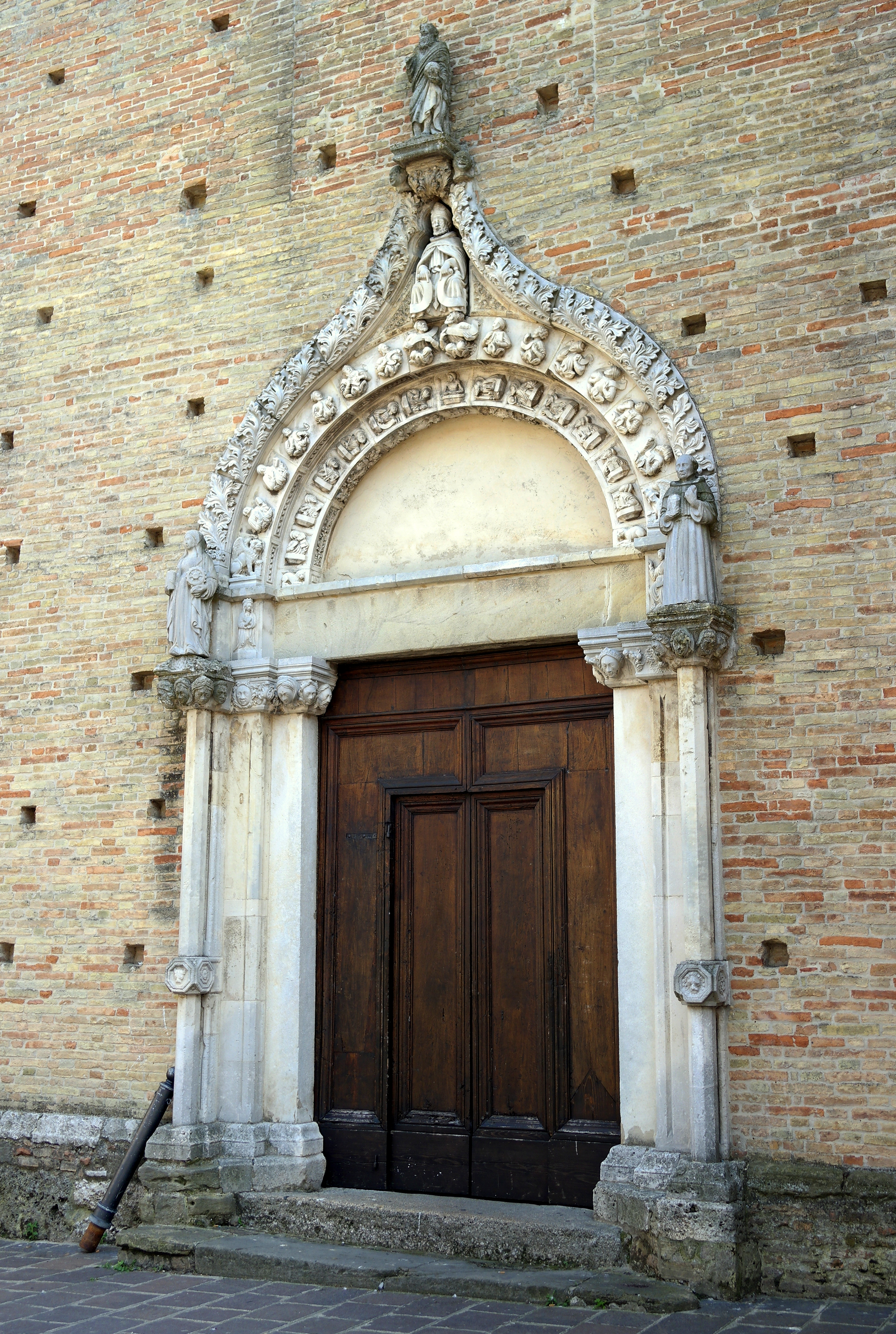
Portale della chiesa di Sant'Agostino ad Atri (TE)

Ebbe uno stile di transizione tra il Gotico Internazionale e il Rinascimento, ma su di lui non si dispone di molti documenti, tant'è vero che anche le località di nascita e morte sono solo ipotetiche.
Tra le sue opere si ricordano quelle nell'Abruzzo teramano, i portali tardo gotici della chiesa di Sant'Agostino in Atri e della chiesa madre di Santa Maria La Nova a Cellino Attanasio. Nel chiostro del convento di San Domenico a Penne si conserva una sua scultura di San Biagio.